# Casa natale di San Galgano
La casa natale di San Galgano è un luogo di culto che si trova a Chiusdino.

## Storia

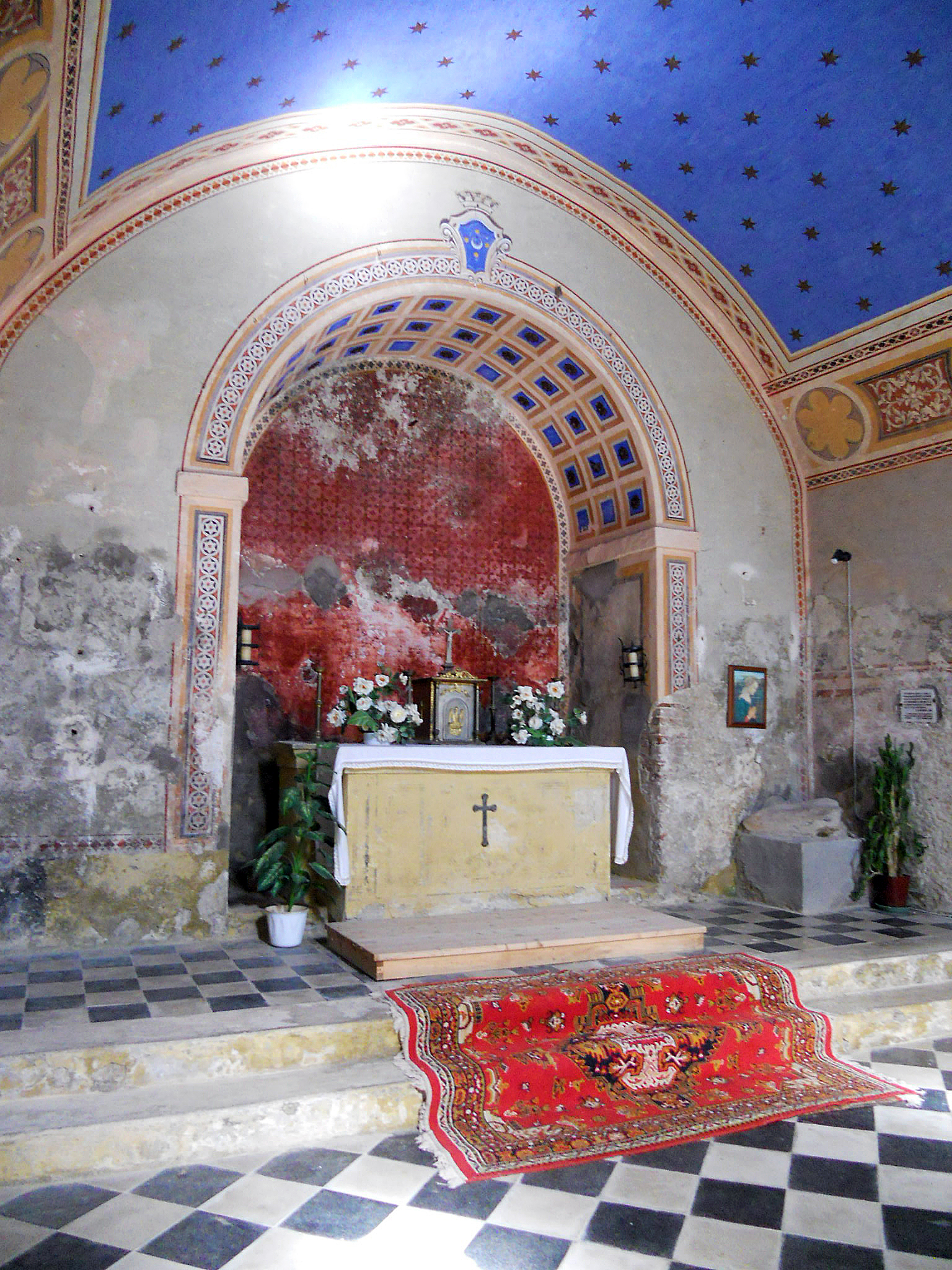
Interno

La tradizione vuole che qui, intorno al 1150, sia nato San Galgano, cavaliere ed eremita, da una nobile famiglia del luogo legata da rapporti di vassallaggio ai vescovi di Volterra, signori feudali del luogo.
Probabilmente come conseguenza della sua appartenenza ad una famiglia che esercitava tradizionalmente la funzione ufficiale di rappresentanza e di tutela dell'ordine costituito, Galgano fu cavaliere, mano armata del vescovo di Volterra, per la protezione delle terre e dei beni del paese e del distretto di Chiusdino, fino a che la morte del padre non cambiò la sua vita; gli atti del processo di canonizzazione attribuiscono questa conversione anche a due forti esperienze spirituali: l'arcangelo Michele, apparso – in sogno o in visione – al giovane lo avrebbe convinto a lasciare la vita secolare e ad intraprendere quella religiosa.
Galgano lasciò Chiusdino per ritirarsi su un colle poco distante, Montesiepi, dove, in segno di rinuncia perpetua alla guerra, conficcò il suo spadone di cavaliere nel terreno. Il suo esempio trascinò altre persone e, come molte altre esperienze eremitiche, anche questa costituì l'inizio della fondazione di una nuova comunità monastica.

L'esperienza eremitica di Galgano sul Montesiepi durò meno di un anno, in quanto il 30 novembre 1181 il santo morì.
La prima indagine conoscitiva delle virtù e dei miracoli di Galgano fu condotta dal vescovo di Volterra, Ugo, che autorizzò la costruzione di una cappella intorno alla tomba del santo ed alla spada. Successivamente il vescovo Ildebrando Pannocchieschi ottenne l'apertura di un processo di canonizzazione da parte del Papa Lucio III e la nomina di tre commissari con il compito di verificare la santità del giovane chiusdinese: Corrado di Wittelsbach, cardinale vescovo della Sabina ed arcivescovo di Magonza; forse Melior, cardinale prete del titolo dei Santi Giovanni e Paolo, e forse Ildebrando Pannocchieschi, vescovo di Volterra. Non sappiamo se ci sia stata una vera e propria canonizzazione da parte di un papa o se la commissione avesse ricevuto la facoltà di procedere alla canonizzazione, attraverso la iurisdictio delegata.

La festa del santo, inizialmente posta al 30 novembre, fu poi spostata al 3 dicembre.
Il palazzo, dopo la morte e la canonizzazione del santo, fu ancora abitato dalla madre di lui, dopo di che, forse dando seguito alla volontà testamentaria della donna, passò ai monaci cistercensi che si erano stabiliti a Montesiepi e da questi fu donato alla Confraternita di San Galgano. La confraternita vi allestì due oratori, la Cappella di sotto, nella sala di ingresso del palazzo, e la Cappella di sopra, in una delle sale superiori.

Nel 1785 la Confraternita fu espropriata dal Granduca di Toscana Pietro Leopoldo ed in seguito, in età napoleonica, l'edificio fu occupato dalle truppe francesi ed adibito a caserma e poi a carcere. Nel 1900 il Comune di Chiusdino restituì alla Confraternita la cappella di sotto che fu restaurata nel 1905 in stile neogotico e restituita al culto.

## Descrizione
Sul portale di ingresso del palazzo, ornato di due mensole scolpite, si trova un calco del bassorilievo raffigurante San Galgano condotto dall'Arcangelo Michele sul colle di Montesiepi. L'originale, di Giovanni di Agostino, eseguito intorno al 1330 (senz'altro prima del 1348, anno della morte del celebre scultore), è conservato nel Museo civico e diocesano di arte sacra di San Galgano di Chiusdino..

All'interno della cappella di sotto, nell'angolo a destra, si può vedere il masso in cui, secondo la leggenda, sarebbero rimaste impresse le ginocchia del cavallo di san Galgano genuflesso all'apparire di san Michele Arcangelo; la pietra fu qui trasferita nel 1958 dalla sua originaria ubicazione, lungo la strada tra Chiusdino ed il castello di Luriano.